# У (буква армянского алфавита)
ՈՒ, Ու, ու (арм. ու, у) — тридцать четвёртая буква реформированного армянского алфавита, диграф букв во (Ո) и йюн (Ւ). Де-факто использовалась и ранее, но в алфавит не входила.

## Использование
И в восточноармянском, и в западноармянском языках обозначает звук [u]. Числового значения в армянской системе счисления не имеет.
Использовалась в курдском алфавите на основе армянского письма (1921—1928) для обозначения звука [uː].
В системах романизации армянского письма передаётся как ow (ISO 9985), u (ALA-LC, BGN/PCGN).

## Галерея

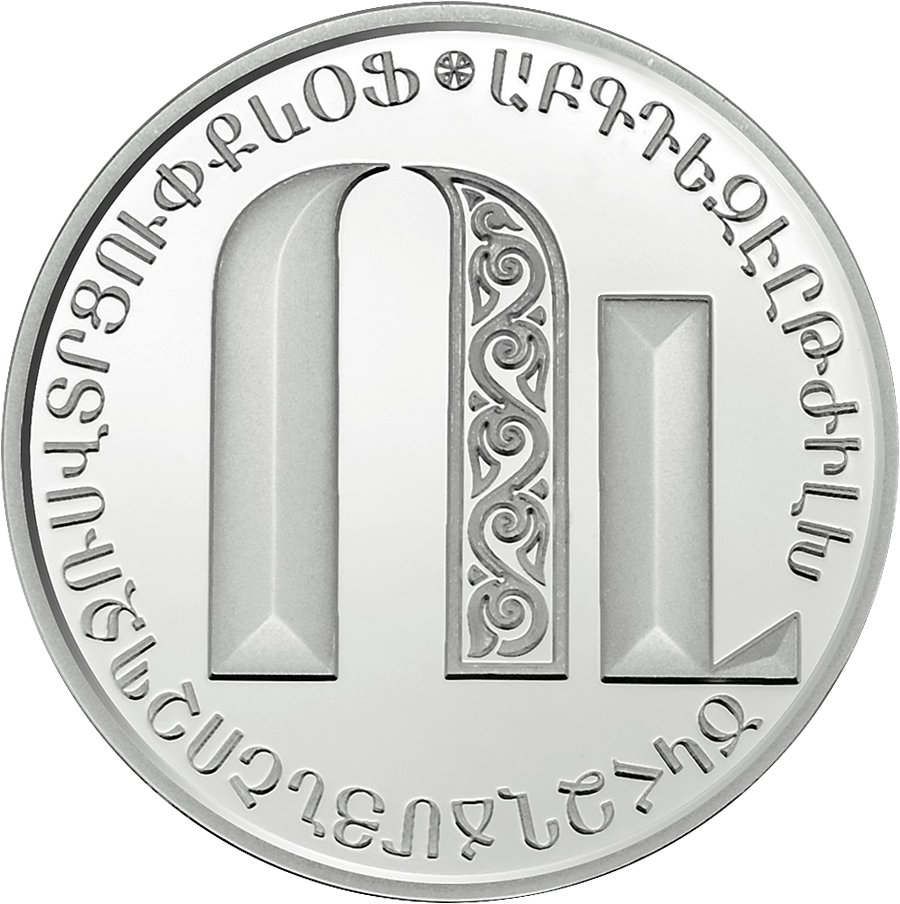
Монета из серии «Армянский алфавит»
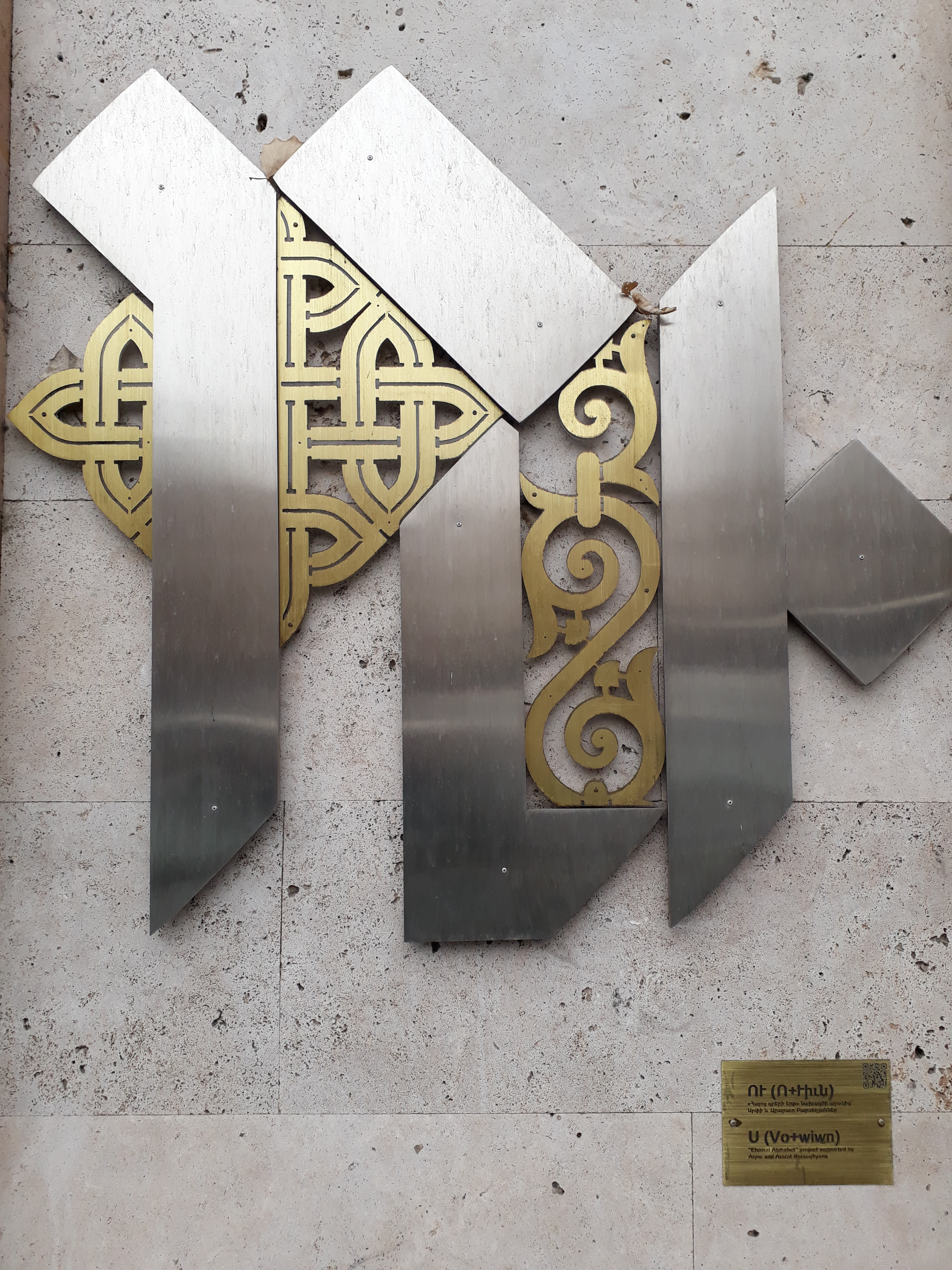